# Real Extreme Diffusion
Palmarès
voir ici
Real Extreme Diffusion, parfois abrégé en R.E.D. était un clan de catcheurs heels appartenant à la Dragon Gate, une fédération de catch japonaise, fondée le 24 septembre 2018 par les membres restants de ANTIAS, Ben-K, Big R Shimizu, Takashi Yoshida, Yasushi Kanda, Eita et leur nouveau membre Kazma Sakamoto. Avant la fin de l'année 2018, le groupe a également été rejoint par les gaijins, PAC, Daga et Diamante. Le clan existait déjà en 2015 sous le nom de VerserK, mais a été renommé ANTIAS en janvier 2018, sa dernière incarnation étant nommée R.E.D. en septembre, basée sur le leadership d'Eita, depuis la fin de VerserK.
Quatre mois après leur création, les membres du groupe ont remporté tous les titres que la promotion avait à offrir, Eita gagnant le Open the Brave Gate Championship, PAC le Open the Dream Gate Championship, Big R Shimizu et Ben-K les Open the Twin Gate Championship, puis Kazma Sakamoto, Takashi Yoshida et Yasushi Kanda les Open the Triangle Gate Championship, devenant l’incarnation la plus aboutie de VerserK et signifiant également que R.E.D. est le groupe le plus rapide de la Dragon Gate à avoir remporté tous les championnats disponibles. En janvier 2019, Eita et Shimizu ont commencé à se quereller à propos de la direction du groupe, qui a divisé le clan entre l'équipe d'Eita et celle de Shimizu, menant en mai tout le clan à se retourner contre Ben-K, Eita restant le leader et Shimizu révélant qu'il avait été travailler avec Eita pour expulser Ben-K.
En août 2019, R.E.D. rivalisent avec le fondateur de Toryumon, Último Dragón et certains vétérans de la Dragon Gate. La rivalité s'est poursuivi en octobre avec R.E.D. ajoutant trois nouveaux membres; l'original de la Dragon Gate, BxB Hulk, H.Y.O et Kaito Ishida, qui ont rapidement ramené  le Open the Brave Gate Championship et les Open the Triangle Gate Championship au groupe. L'ajout de Hulk, H.Y.O et Ishida a conduit à une "guerre des générations" contre Dragon Gate et Toryumon. Dans le cadre de la rivalité, Hulk et Sakamoto ont rapidement ramené les Open the Twin Gate Championship. Pendant ce temps, Diamante, H.Y.O et Yoshida ont rapidement perdu les Open the Triangle Gate Championship contre Toryumon. Après que PAC ait quitté le groupe en juillet, Eita a rapidement retrouvé le statut de main eventer de PAC après avoir remporté le King of Gate 2020 en juin de l'année suivante, ce qui signifie que le clan avait maintenant gagné tout ce que la Dragon Gate avait à offrir. Au cours de cette année, le membre fondateur Big R Shimizu a été expulsé du groupe et remplacé par Kai de Dragon Gate en septembre. Fin 2020, R.E.D. a été rejoint par HipHop Kikuta et SB KENTo, qui a rapidement ramené les Open the Triangle Gate Championship au groupe et a également forcé Toryumon à se dissoudre. Par la suite, Dragon Gate a également décidé de se dissoudre, conduisant R.E.D. à être victorieux dans la "Guerre des Générations". Fin 2021, R.E.D. a répété son exploit en 2018 et a détenu tous les titres de la Dragon Gate au cours d'une année civile.
Depuis août, Eita commence à apparaître pour les autres promotions, ce qui a provoqué une rupture entre lui et H.Y.O en janvier 2022, lorsque Shun Skywalker rejoint le clan à la suite d'une offre de H.Y.O, Eita et Kaito Ishida, qui étaient contre la décision, ont été expulsés du groupe. Ensuite, les membres restants du groupe décident de le dissoudre pour former Z-Brats.

## Carrière

### Histoire (2015-2018)

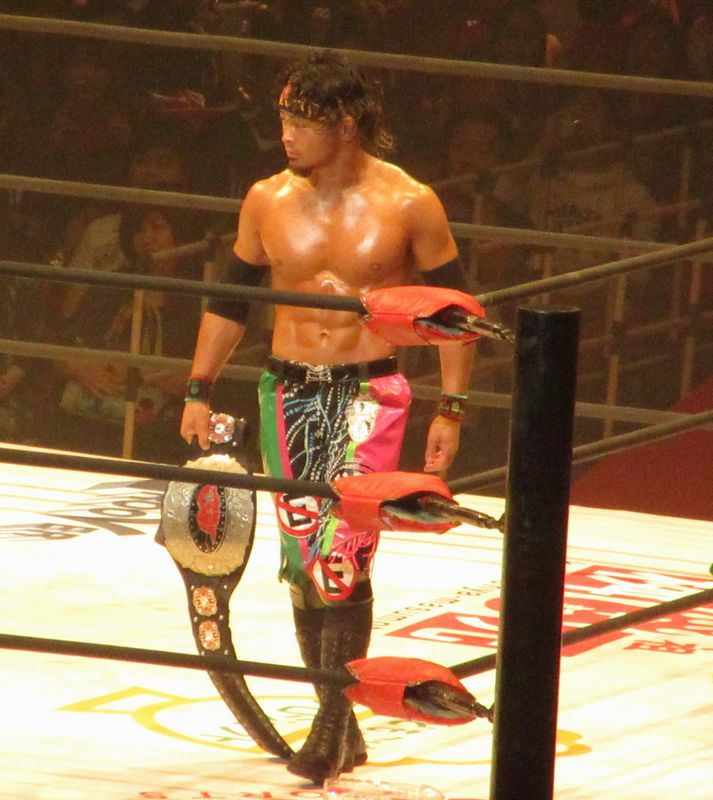
Eita, le leader de R.E.D.

Le clan était initialement connu sous le nom de VerserK en 2015, après qu'Eita ait rejoint le groupe en novembre 2017, avec El Lindaman et T-Hawk qui faisaient aussi partie de VerserK, renomme le groupe ANTIAS, basée sous leur leadership jusqu'à ce que Lindaman et T-Hawk quittent la promotion en mai 2018, laissant la tête à Eita en août. Le 6 septembre, Eita annonce qu'un nouveau membre rejoindra le groupe qui changera de nom par la même occasion. Durant ce temps, le groupe commence une rivalité avec MaxiMuM (après que Big R Shimizu et Ben-K se soient retournés contre eux pour rejoindre le groupe) et Natural Vibes qu'ils ont affronteront le 24 septembre 2018 à Dangerous Gate.

### Formation et domination des titres (2018-2019)

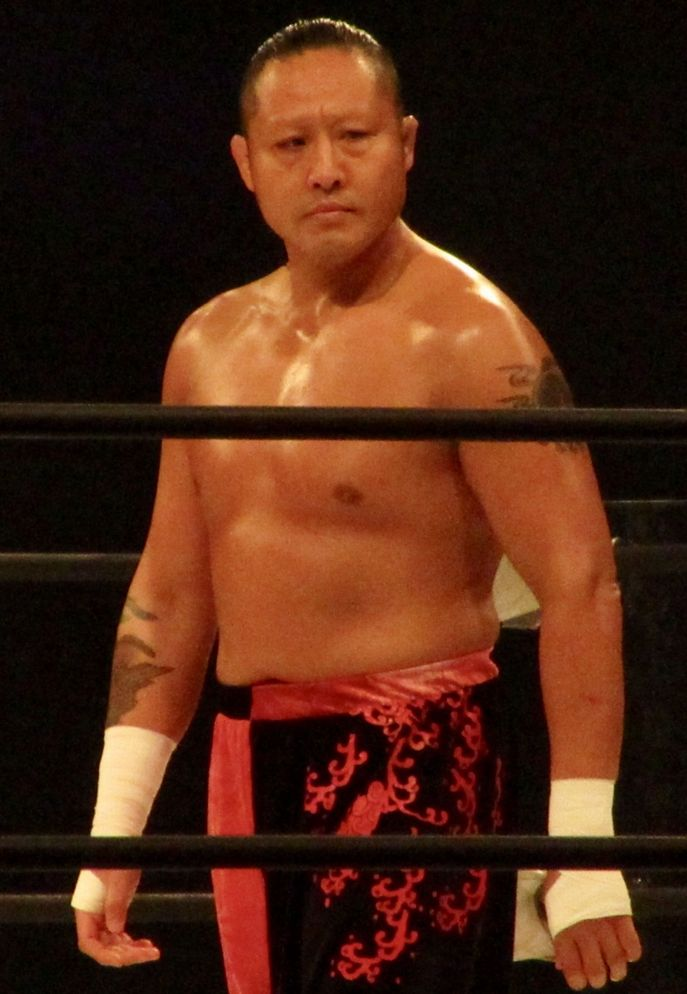
Yasushi Kanda, un des membres fondateurs de R.E.D.

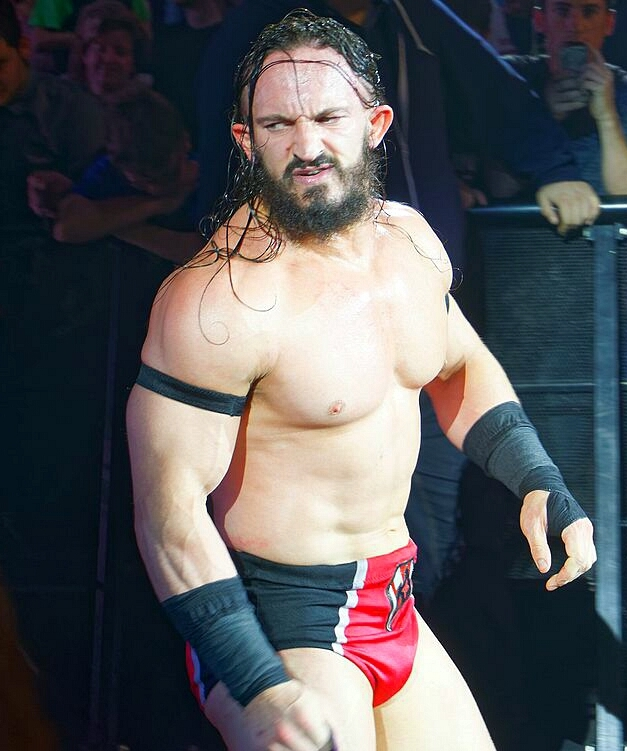
PAC, qui a rejoint le groupe en octobre 2018.

Lors de Dangerous Gate, Eita annonce que le groupe est renommé et s'appelle dorénavant R.E.D, qui signifie Real Extreme Diffusion, et que leur nouveau membre est Kazma Sakamoto. Plus tard dans le show, Big R Shimizu, Ben-K, Yasushi Kanda, Takashi Yoshida et Kazma Sakamoto battent Natural Vibes (Kzy, Susumu Yokosuka, Genki Horiguchi, "brother" YASSHI et Punch Tominaga) dans un Ten-Man Tag Team Elimination Match avec Shimizu tentant de raser les cheveux Punch Tominaga, continuant leur rivalité. Eita perd ensuite le Open The Brave Gate Championship contre Dragon Kid, qu’il avait déjà affronté au cours de l’année. Après le main event, R.E.D attaque MaxiMuM et Eita et Shimizu nomine Ben-K pour affronter Masato Yoshino pour le Open the Dream Gate Championship lors de Gate of Destiny le 4 novembre. Le 2 octobre, Eita révèle PAC en tant que nouveau membre du groupe puis ensemble ils battent Shingo Takagi et BxB Hulk,.
Lors de Gate of Destiny 2018, Eita, Daga, Yasushi Kanda et Kazma Sakamoto battent Kagetora, Yosuke♡Santa Maria, U-T et Kota Minoura, PAC bat Flamita, Big R Shimizu et Takashi Yoshida perdent contre Tribe Vanguard (Yamato et BxB Hulk) pour les Open the Twin Gate Championship, puis Ben-K perd contre Masato Yoshino pour le Open the Dream Gate Championship puis après le match PAC montre son intention d'affronter Yoshino pour le titre. Le 6 novembre, Ben-K, Big R Shimizu et PAC battent Tribe Vanguard (Flamita, BxB Hulk et Yamato) dans un Four Way 12 Man Tag Team Match qui comprenaient également MaxiMuM (Naruki Doi, Masato Yoshino et Jason Lee) et Natural Vibes (Kzy, Genki Horiguchi et Susumu Yokosuka) et après le match, PAC défi Yoshino pour le Open the Dream Gate Championship.
Le 4 décembre, PAC bat Masato Yoshino pour le Open the Dream Gate Championship qu'il remporte pour la première fois de sa carrière.
Lors de Final Gate 2018, Kazma Sakamoto, Takashi Yoshida et Yasushi Kanda battent Natural Vibes (Kzy, Genki Horiguchi et Susumu Yokosuka) et remportent les Open the Triangle Gate Championship tandis que Ben-K et Big R Shimizu battent Tribe Vanguard (Kagetora et Yamato), Speed Muscle (Masato Yoshino et Naruki Doi) et MexaBlood (Bandido et Flamita)  dans un Four-Way Élimination Tag Team Match pour remporter les vacants Open the Twin Gate Championship. Dans le main event, la rivalité entre Dragon Kid et Eita culmine à un Hair vs. Mask Match que Kid remporte, forçant Eita à se faire raser les cheveux.

### Tensions au sujet du leadership et complot pour expulser Ben-K (2019)
Depuis le 16 janvier, lors d'un match opposant le clan et MaxiMuM, Shimizu a accidentellement attaqué Ben-K à deux reprises, ce qui provoque des tensions entre eux. Shimizu avait précédemment coûté un match au clan. Le reste de celui-ci quittait l’arène sans lui. Les erreurs de Shimizu se répètent lors des matches du clan, ce qui pousse Eita à l'accuser de le faire exprès, et blâme Ben-K et Shimizu pour les défaites et les traite d'incompétents. Le 5 février, des tensions surgissent entre R.E.D et le reste des groupes de la Dragon Gate, à l'exception de MaxiMuM. Eita critique chacun des points faibles des groupes et convient d'un match le 7 mars. Il se nomme ensuite lui-même, PAC, Kazma Sakamoto et Yasushi Kanda pour le match, laissant à Shimizu la prétention que lui et Ben-K devraient être dans le match étant donné qu'ils détiennent les Open the Twin Gate Championship. Mochizuki Dojo tente d'entrer dans le match, Eita proteste, mais Shimizu accepte, entraînant Eita à prétendre qu'il est le leader de R.E.D.
Le 28 avril, Big Ben perdent les Open the Twin Gate Championship contre Tribe Vanguard (Yamato et Kai) après que Eita leur a coûté le match. Lors de Dead or Alive 2019, Ben-K et Eita perdent contre Kaito Ishida et Masato Yoshino. Durant le match, Ben-K refuse de coopérer avec Eita et après mauvaise communication, il attaque Eita, permettant ainsi à Ishida et à Yoshino de remporter le match. Plus tard dans la soirée, après que Shimizu est perdu le "Bonds" Steel Cage Survival Five-Way Match, Shimizu et le reste du groupe se retourne contre Ben-K, révélant qu'il ne prévoyait jamais de virer Eita du clan, ils travaillaient ensemble tout le temps, tout en affirmant qu'Eita était le leader.
Lors de Kobe Pro-Wrestling Festival 2019, Kazma Sakamoto, Takashi Yoshida et Yasushi Kanda perdent les Open the Triangle Gate Championship contre Machine Army (Strong Machine J, Strong Machine F et Strong Machine G), Eita et Big R Shimizu) battent Tribe Vanguard (Yamato et Kai) dans un Triple Threat Elimination Match qui comprenaient également Kaito Ishida et Naruki Doi pour remporter les Open the Twin Gate Championship puis dans le main-event de la soirée, PAC perd le Open the Dream Gate Championship contre Ben-K. Le 3 août, il a été annoncé que Diamante rejoindrait le clan à partir du 7 août.

### Feud avec Último Dragón et Guerre des Générations (2019-2020)
Le 8 octobre, Hyou Watanabe se retourne contre Mochizuki Dojo et rejoint le clan. Plus tard dans la soirée, le groupe perd contre Dragón, Saito, Shisa et Darkness Dragon. Après cela, R.E.D se retourne contre Kanda après que ce dernier est refusé d'attaquer son mentor Ultimo Dragon. Eita a également annoncé que R.E.D serait rejoint par deux nouveaux membres. Leur identité a été gardée secrète sous le déguisement du Dr Muscle. Le 4 décembre, Eita perd contre Dragón par disqualification, après avoir enlevé le masque de ce dernier. Ensuite, RED attaqua Dragón jusqu'à ce que ses anciens élèves, Masato Yoshino et Naruki Doi, ne viennent le sauver. Les démons masqués verts et rouges ont été forcés de participer au match, obligeant Eita, les démons masqués verts et rouges à affronter Dragón, Doi et Yoshino dans un match qu'ils gagnent, après que Kaito Ishida se soit révélé être le démon masqué vert, se retournant contre MaxiMuM. Eita a annoncé que le démon masqué rouge serait révélé le 18 décembre. Lors de Final Gate 2019, Diamante, H.Y.O et Takashi Yoshida battent Strong Machines (Strong Machine J, Strong Machine F et Strong Machine G) dans un Three-Way Match qui comprenaient également Natural Vibes (Kzy, Genki Horiguchi et Susumu Yokosuka) et remportent les Open the Triangle Gate Championship tandis que Eita et Big R Shimizu perdent les Open the Twin Gate Championship contre Tribe Vanguard (Yamato et BxB Hulk). Le 18 décembre, le démon masqué rouge se révèle être BxB Hulk qui quitte donc Tribe Vanguard et vole par la même occasion les Open the Twin Gate Championship. R.E.D se retrouve ensuite impliqué dans une Guerre des Générations contre les clans Dragon Gate et Toryumon.
Lors de Memorial Gate 2020, le clan est représenté dans un Three Way Wakayama Rules Nine Man Tornado Tag Team Elmination Match, que Shimizu, Diamante et Kaito Ishida remportent en battant Toryumon (Dragon Kid, Genki Horiguchi et Shūji Kondō) pour gagner le match. Plus tard dans la soirée, Hulk et Sakamoto perdent les Open the Twin Gate Championship contre Jason Lee et Kota Minoura de Dragon Gate. Dans le main event, Eita bat Naruki Doi pour remporter le Open the Dream Gate Championship, devenant le plus jeune et le septième Grand Slam Champion de l'histoire de la Dragon Gate.
Lors de Dangerous Gate 2020, Kazma Sakamoto, Diamante et Takashi Yoshida battent Dragon Gate (Ben-K, Dragon Dia et Strong Machine J) pour remporter les Open the Triangle Gate Championship. Dans le main event, Eita, BxB Hulk et Big R Shimizu prennent part au Six-Way Steel Cage Survival Match durant lequel Kai se retourne contre Dragon Gate avant de récupérer le premier drapeau du match, le conduisant à rejoindre le clan dans le cadre de la stipulation du match. Hulk devient ensuite le deuxième lutteur à s'échapper du match, après avoir récupéré le deuxième drapeau. Le match s'est terminé avec Eita, Shimizu et Masato Yoshino toujours dans la cage en acier. Après qu'Eita ait récupéré le quatrième drapeau, Shimizu a été battu par Yoshino, après avoir récupéré le dernier drapeau du match. Par la suite, en raison de la stipulation du match, Shimizu est expulsé du clan et forcé de revenir à son ancien nom de ring.
Lors de Gate Of Destiny 2020, Kento Kobune effectue un Heel Turn en se révélant être le nouveau membre du groupe, remplaçant Diamante qui venait de se blesser et donc rendre vacants les Open the Triangle Gate Championship qu'il détenait avec Kazma Sakamoto et Takashi Yoshida; puis Kento Kobune fait équipe avec Kazma Sakamoto et Takashi Yoshida pour battre Team Boku (Naruki Doi, Punch Tominaga et Ryotsu Shimizu) et remporter les vacants Open the Triangle Gate Championship, plus tard dans la soirée, Ishida perd le Open the Brave Gate Championship contre Keisuke Okuda et Eita conserve le Open the Dream Gate Championship contre Kzy et Shun Skywalker effectue son retour et défi Eita pour son titre,.

### Feud avec Masquerade (2021-2022)
SB KENTo commence ensuite à se quereller avec Takashi Yoshida qui après avoir montré son aversion envers lui, affirme que KENTo était un «rookie » régulier. Cela les conduit le 13 janvier 2021 à perdre les Open the Triangle Gate Championship qu'ils détenaient avec Kazma Sakamoto contre les nouvellement réunis, Natural Vibes (Kzy, Genki Horiguchi et Susumu Yokosuka), après que KENTo est accidentellement frappé Yoshida avec une boîte. Par la suite, Yoshida qui était furieux contre lui, a essayé de le virer du groupe, avant que Yoshida ne soit lui-même expulsé du clan.
Le 8 août, SB KENTo bat Kagetora pour remporter le Open the Brave Gate Championship, devenant à 21 ans le plus jeune champion de l'histoire du titre.
Le 11 septembre, SB KENTo bat Keisuke Okada et remporte le vacant Open the Brave Gate Championship pour la deuxième fois.
Le 15 décembre, Eita, H.Y.O et Kaito Ishida perdent les Open the Triangle Gate Championship contre MASQUERADE (Jason Lee, Kota Minoura et Shun Skywalker).
Lors de Final Gate 2021, H.Y.O et SB KENTo interviennent lors d'un match entre Shun Skywalker et Kota Minoura, offrant à Skywalker de l'aider à gagner son match, lui lançant une chaise alors que l'arbitre était à terre, mais il refusa. Plus tard dans la soirée, H.Y.O et SB KENTo battent Naruki Doi et Takashi Yoshida pour remporter les Open The Twin Gate Championship. Dans le main event, Kai bat Yamato pour remporter le Open the Dream Gate Championship.

### Dissolution (2022)
Au cours de l'année 2021, Eita commence à apparaître à la Pro Wrestling Noah, formant là-bas le clan Los Perros del Mal de Japón, ce qui provoqua une rupture entre lui et H.Y.O,. Le 12 janvier 2022, Eita et Kaito Ishida commencent à s'éloigner eux-mêmes de H.Y.O avant de remporter le Open the Triangle Gate Championship pour la deuxième fois après avoir vaincu MASQUERADE (Jason Lee, Kota Minoura et Shun Skywalker). Après le match, Shun Skywalker quitte Masquerade, ce qui conduit H.Y.O à l'inviter à rejoindre le groupe, ce que Skywalker accepte. Cependant, Eita et Ishida sont contre son ajout et Eita essaie d'expulser H.Y.O, conduisant le reste du groupe à se retourner contre eux et Shun Skywalker à devenir le nouveau membre du clan. Le 5 février, à la suite du départ d'Eita, H.Y.O et SB KENTo ont décidé de changer le nom du clan qui s'appellera dorénavant Z-Brats, afin de se démarquer du concept de RED créé par Eita.

## Membres du groupe
| Identité,             | Arrivée           | Départ            | Notes |
| --------------------- | ----------------- | ----------------- | --- |
| Eita (premier leader) | 24 septembre 2018 | 12 janvier 2022   | 1 fois Open the Dream Gate Champion 1 fois Open the Brave Gate Champion 1 fois Open the Twin Gate Champion |
| Takashi Yoshida       | 24 septembre 2018 | 13 janvier 2021   | 3 fois Open the Triangle Gate Champion                                                                     |
| Yasushi Kanda         | 24 septembre 2018 | 8 octobre 2019    | 1 fois Open the Triangle Gate Champion                                                                     |
| Kazma Sakamoto        | 24 septembre 2018 | 10 septembre 2021 | 1 fois Open the Twin Gate Champion 3 fois Open the Triangle Gate Champion                                  |
| Big R Shimizu         | 24 septembre 2018 | 21 septembre 2020 | 2 fois Open the Twin Gate Champion                                                                         |
| Ben-K                 | 24 septembre 2018 | 6 mai 2019        | 1 fois Open the Twin Gate Champion                                                                         |
| PAC                   | 2 octobre 2018    | 21 juillet 2019   | 1 fois Open the Dream Gate Champion                                                                        |
| Daga                  | 21 octobre 2018   | 23 décembre 2018  | |
| Diamante              | 7 août 2019       | 4 février 2022    | 2 fois Open the Triangle Gate Champion                                                                     |
| H.Y.O                 | 8 octobre 2019    | 4 février 2022    | 1 fois Open the Triangle Gate Champion                                                                     |
| Kaito Ishida          | 4 décembre 2019   | 12 janvier 2022   | 1 fois Open the Brave Gate Champion                                                                        |
| BxB Hulk              | 18 décembre 2019  | 4 février 2022    | 2 fois Open the Twin Gate Champion                                                                         |
| Kai                   | 21 septembre 2020 | 4 février 2022    | 1 fois Open the Twin Gate Champion 1 fois Open the Dream Gate Champion                                     |
| SB KENTo              | 3 novembre 2020   | 4 février 2022    | 1 fois Open the Triangle Gate Champion                                                                     |
| HipHop Kikuta         | 2 décembre 2020   | 5 mai 2021        | |
| Shun Skywalker        | 12 janvier 2022   | 4 février 2022    | |

## Palmarès
- Dragon Gate
  - 3 fois Open the Dream Gate Championship – PAC (1), Eita (1) et Kai (1, actuel)
  - 4 fois Open the Brave Gate Championship – Eita (1), Kaito Ishida (1) et SB KENTo (2)
  - 6 fois Open the Twin Gate Championship – Big R Shimizu et Ben-K (1), Eita et Big R Shimizu (1) BxB Hulk et Kazma Sakamoto (1), BxB Hulk et Kai (1), Kaito Ishida et Kazma Sakamoto (1), et H.Y.O et SB KENTo (1)
  - 6 fois Open the Triangle Gate Championship – Kazma Sakamoto, Takashi Yoshida et Yasushi Kanda (1), Diamante, H.Y.O et Takashi Yoshida (1) Kazma Sakamoto, Diamante et Takashi Yoshida (1), SB KENTo, Takashi Yoshida et Kazma Sakamoto (1) et Eita, H.Y.O et Kaito Ishida (2)
  - King of Gate (2020) – Eita
  - MVP Award (2018) – Eita
  - Best Bout Award (2018) – Eita vs. Naruki Doi, le 8 mai